# Sivinsaari (ö i Södra Savolax, Nyslott, lat 61,83, long 29,32)
Sivinsaari är en ö i Finland. Den ligger i sjön Puruvesi och i kommunen Nyslott i  landskapet Södra Savolax, i den sydöstra delen av landet, 290 km nordost om huvudstaden Helsingfors. Öns area är 42,7 hektar och dess största längd är 1,7 kilometer i sydöst-nordvästlig riktning.